# Alpspelspindel
Alpspelspindel (Mecynargus morulus) är en spindelart som först beskrevs av O. Pickard-Cambridge 1873.  Alpspelspindel ingår i släktet Mecynargus och familjen täckvävarspindlar. Arten är reproducerande i Sverige. Inga underarter finns listade i Catalogue of Life.